# Alferrarede
Alferrarede va ser una freguesia portuguesa del municipi d'Abrantes, amb 24.06 km² d'àrea i 3.884 habitants (2011). Durant la reforma administrativa nacional de 2013, va ser fusionada amb les freguesias de São João i São Vicente per donar lloc a una nova, Abrantes (São Vicente i São João) i Alferrarede.
Localitzada pròxima del centre del municipi, la freguesia d'Alferrarede té com a veïns als municipis de Sardoal al nord-est, i les freguesias de les Mouriscas a l'est, de Pego al sud-est, São João al sud-oest i de São Vicente a l'oest. Està a la riba del riu Tejo (costat dret) al llarg del límit amb Pego.

## Patrimoni
- Fonte de São José
- Quinta do Bom Sucesso o Quinta da Família Almeida o Quinta da familia Almeida Barberino (part). La classificació inclou el solar del segle xvii, el parc de la Torre dona Marquesa, també anomenada Castell de Alferrarede